# Odynerus mutabilis
Odynerus mutabilis är en stekelart som beskrevs av Henri Saussure. Odynerus mutabilis ingår i släktet lergetingar, och familjen Eumenidae. Inga underarter finns listade i Catalogue of Life.